# Kosala
|  | Pel moviment polític que promou la fundació d'un estat de Kosala dins l'Índia, vegeu Koshala |

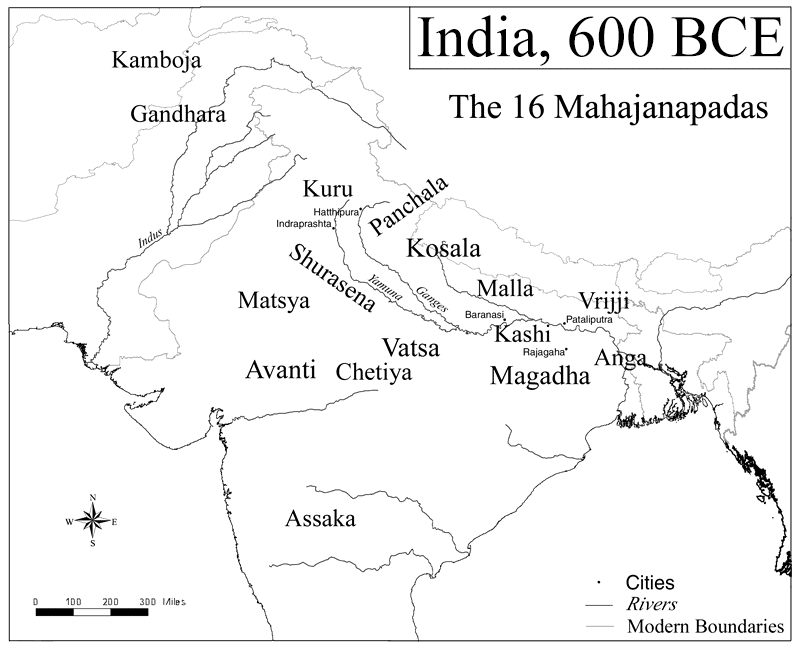
La Kosala al

Kosala (sànscrit: कोसल) fou una antiga regió de l'Índia aproximadament corresponent a l'Oudh (Uttar Pradesh oriental) esmentat com Dasaratha al Ramayana. Segons el text budista Anguttara Nikaya i el text jainista Bhagavati Sutra, Kosala fou un dels solasa (Setze) Mahajanapadas (Regnes Poderosos) al segle vi aC. Després fou sacsejat per una sèrie de guerres amb el veí regne de Magadha que finalment el va absorbir al segle iv aC. Kosala (del sud) fou absorbida vers l'any 1000 per un regne anomenat Chedi (Regne Oriental).
Les tres principals ciutats eren Ayodhya, Saket i Shravasti i després hi havia una sèrie de ciutats menors entre les quals Setavya, Ukattha, Dandakappa, Nalakapana i Pankadha. Segons el puranes, Ayodhya fou la capital de Kosala durant el regnat d'Ikshvaku i els seus descendents, però altres referències assenyalen Shravasti com la capital de Kosala entre el segle vi aC i el segle VI dC i semble que es deu al fet que Shravasti era la capital de Uttara Kosala o Kosala Septentrional que hauria regit Lava, fill de Rama, a la mort d'aquest, mentre la resta de Kosala al sud de les muntanyes Vindhya era anomenada Gran Kosala, Kosala Meridional (Maha Kosala o Dakshina Kosala) i hauria correspost a Kusa, l'altra fill de Rama
Al segle vii el peregrí Hiuen Tsiang estimava que tenia uns 1.500 km de circuit, però no dona els límits, si bé pel seu itinerari se sap que estava limitat per Ujjain al nord, per Maharashtra a l'oest, per Orissa a l'est i per Andhra i Kalinga al sud. A grans trets es pot dir que s'estenia de Burhanpur al riu Tapti, i de Nanda al Godavari, fins a Ratanpur a Chhattisgarh, i Nawagadha prop de les fonts del Mahanadi.

## Regne de Kosala
Al Ramayana, Mahabharata i els puranes s'esmenta el regne de Kosala regit per una dinastia descendent d'Ikshvaku. Els puranes donen la llista de reis de la dinastia Aikhsvaka (que vol dir la dinastia fundada per Ikshvaku) entre el primer, Ikshvaku, fins a Presenajit (Pasenadi). Un text budista fa a Buda natiu de Kosala, i a Mahavira, el 24è tirthankara del jainisme, criat a Kosala. En temps del rei Mahakosala, Kashi era part del regne; a Mahakosala el va succeir el seu fill Pasenadi (Prasenajit) seguidor de Buda. Durant la seva absència de la capital el ministre Digha Charayana va posar al tron a Vidudabha. No gaire després Kosala fou absorbida per Magadha.
Sota els mauryes Kosala va tenir un virrei a Kaushambi. La taula de coure de Sohgaura segurament del regnat de Chandragupta Maurya parla d'una fam a Shravasti i de les mesures a adoptar. La secció Yuva purana del Garga Samhita esmente la invasió dels Yavana (Indogrecs) i la seva ocupació de Saket durant el regnat del darrer maurya Brihadratha.
Després del període maurya es coneixen els nom de diversos reis per les monedes de coure que van emetre. Els reis foren Muladeva, Vayudeva, Vishakhadeva, Dhanadeva, Naradatta, Jyesthadatta i Shivadatta. No se sap si el Muladeva de les monedes és el mateix Muladeva que va assassinar al rei sunga Vasumitra. El rei Dhanadeva ha estat identificat amb el rei del mateix nom del segle i aC que apareix a una inscripció a Ayodhia en la qual s'esmenta a Kaushikiputra Dhanadeva que preparava un monument per la memòria del seu pare Phalgudeva, i es proclamava com el sisè descendent de Pusyamitra Sunga. Les monedes de Dhanadeva tenien un brau a la cara del davant.